# Harpactes erythrocephalus
El trogón cabecirrojo o surucuá de cabeza roja (Harpactes erythrocephalus) es una especie de ave trogoniforme de la familia Trogonidae que vive en la región indomalaya. 

## Descripción

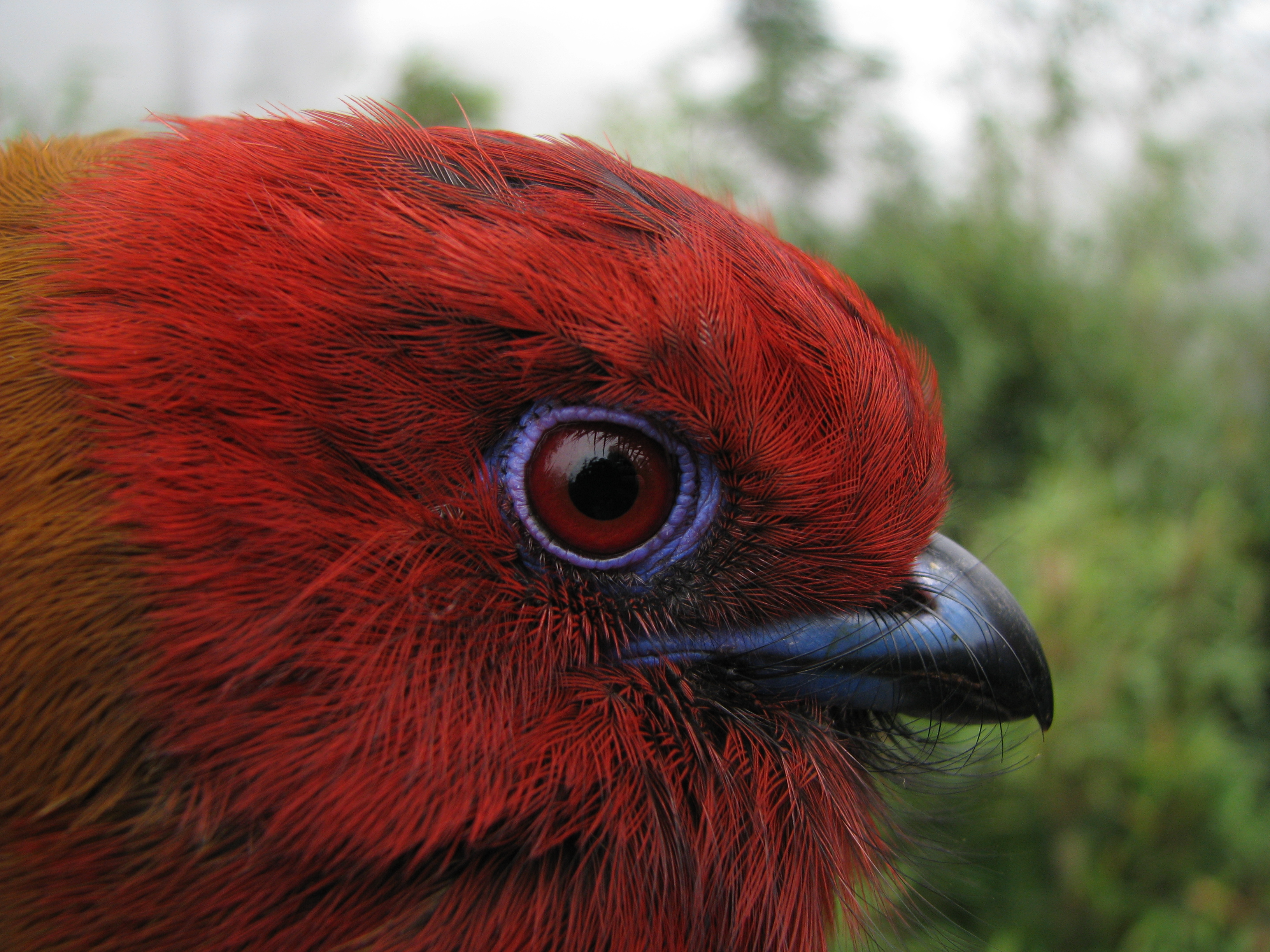
Detalle de la cabeza de un macho donde se aprecian su anillo ocular y pico azules.

El trogón cabecirrojo mide entre 31 y 35 cm de longitud, incluida su larga cola. Presenta dimorfismo sexual en su coloración. Los machos tienen la cabeza y las partes inferiores de color rojo, con una lista blanca que separa el pecho del vientre. Su espalda es de color canela y sus alas son negras con un fino listado blanco en las coberteras. Su cola es castaña en la parte superior y la inferior es negra con las plumas laterales blancas. Presentan un anillo ocular azul y su pico robusto y con la punta curvada hacia abajo también es azul. Las hembras tienen la cabeza y el pecho pardos.

## Distribución y hábitat
Se encuentran en el sudeste asiático, incluida las zonas montañosas de la isla de Sumatra, el noreste del subcontinente indio y el sur de China, distribuido además por Bangladés, Birmania, Bután, Camboya, India, Indonesia, Laos, Malasia, Nepal, Tailandia y Vietnam. Se encuentra en los bosques húmedos tropicales y subtropicales tanto de regiones bajas como de montaña.

## Taxonomía
Se reconocen las siguientes subespecies según un orden filogenético de la lista del Congreso Ornitológico Internacional:
- H. e. erythrocephalus (Gould, 1834) - centro del Himalaya y nordeste de India hacia Birmania y noroeste de Tailandia
- H. e. helenae Mayr, 1941 - sur de China and norte de Birmania
- H. e. yamakanensis Rickett, 1899 - sudeste de China
- H. e. intermedius (Kinnear, 1925) - Yunnan (sur de China), norte de Laos y norte de Vietnam
- H. e. annamensis (Robinson & Kloss, 1919) - nordeste de Tailandia y sur de Indochina
- H. e. klossi (Robinson, 1915) - montes Cardamomos (oeste de Camboya y sudeste de Tailandia)
- H. e. chaseni Riley, 1934 - centro y sur de la península Malaya
- H. e. hainanus Ogilvie-Grant, 1900 - isla Hainan (China)
- H. e. flagrans (Müller, S, 1836) - Sumatra